# Giovanni Busoni
Giovanni Busoni (Livorno, 2 gennaio 1913 – Livorno, 2 marzo 1973) è stato un calciatore e allenatore di calcio italiano, di ruolo centravanti.

## Carriera

### Club

#### Aquila Montevarchi
Cresciuto nelle giovanili del Livorno, passò alla F.I.L (G.S. Fabbrica Isolatori Livorno) dove da qui venne ceduto giovanissimo,  poco più che sedicenne, (e per questo soprannominato "i' citto" che nel gergo valdarnese significa "ragazzo"), all'Aquila Montevarchi, società che si apprestava a disputare per la prima volta, dopo l'affiliazione ufficiale alla FGCI, il campionato di Terza Divisione del 1929–1930. Restò nella società toscana fino al campionato 1931–1932 e contribuì con i suoi goal a portare il club toscano al prestigioso traguardo del campionato nazionale di Prima Divisione. Il talento di questo giovane attaccante dal fiuto del goal ineguagliabile e dallo scatto devastante fu notato da molti osservatori che frequentavano i campi di provincia alla ricerca di nuovi talenti da inserire nelle rispettive squadre professioniste e alla fine fu il Torino ad aggiudicarsi i favori dell'attaccante, pagandolo la rispettabile cifra di Ottantamila lire, più un'amichevole da disputarsi a Montevarchi prima dell'inizio del campionato. Per Busoni ormai si erano aperte le porte del campionato di Serie A in uno dei club più blasonati e prestigiosi d'Italia.  Da ricordare la sua grande vena realizzatrice che lo portò nell'arco di poco meno di tre anni a realizzare con la casacca rossoblu dell'Aquila Montevarchi, l'incredibile cifra di 81 goal in 58 partite. Grazie al suo grande talento, e alle sue straordinarie doti tecniche, Giovanni Busoni (i citto) lasciò nella piccola città toscana un segno indelebile nei tifosi e negli appassionati di calcio, che ancora oggi ne ricordano le gesta e le grandi qualità tecniche e umane, ha stabilito record ancora oggi ineguagliati, da ricordare fra tanti, il più grande goleador del Montevarchi di tutti i tempi, con 83 reti all'attivo in 64 partite. A fine carriera, all'età ormai di oltre 34 anni, scelse di tornare per un breve periodo di tempo a giocare a Montevarchi, nella società che per prima aveva creduto in lui, e che lo lanciò verso una carriera ricca di gloria e soddisfazioni.
Nel 2017 la città di Montevarchi per ricordarne e tramandarne la memoria, gli ha dedicato una mostra storico-documentaria, e un volume biografico, ( "i citto, Giovanni Busoni, un campione di altri tempi") dove è stato ripercorso, attraverso documenti, fotografie, oggetti, e cimeli vari dell'epoca, la carriera di questo giocatore, evidenziandone in particolar modo, gli anni trascorsi nella cittadina toscana e i traguardi raggiunti con la squadra locale di calcio, città e squadra, da dove, poi partì la sua folgorante carriera, e dove ancora oggi vive nel ricordo di tanti tifosi e sportivi, e ne rappresenta il più importante calciatore di sempre.

Nel 2023 viene inserito tra gli eletti della Hall of Fame dell'Aquila Montevarchi.

#### Torino
Reduce dai precedenti campionati nel club toscano del Montevarchi, culminati in autentici trionfi a suon di reti, fu acquistato dal Torino con cui esordì appena diciottenne in Serie A il 23 ottobre 1932 in Triestina-Torino (2-2), sesta giornata di campionato, in cui si rivelò segnando una doppietta nella gara in trasferta, rimontando i gol di Colaussi e di Rocco, che appena un minuto prima aveva portato i padroni di casa sul 2-0. Si ripeté alla settima, disputata il 6 novembre 1932 con una doppietta nella vittoria casalinga contro il Casale per 9-0, all'ottava, giocata il 13 novembre 1932, nella vittoria casalinga contro l'Ambrosiana per 3-2, quando pareggiò il gol iniziale di Levratto, alla quindicesima giornata, quando il 22 gennaio 1933 segnò una tripletta nella vittoria casalinga contro il Bari per 6-3, il 5 febbraio 1933, 17ª giornata, con una doppietta in Torino-Padova, gara finita 4-2 e nel derby di Torino del 30 aprile 1933 (27ª giornata) quando segnò il gol dei granata in Juventus-Torino, partita terminata per 2-1. A fine stagione, nel suo torneo d'esordio, aveva realizzato 18 reti in 26 partite, che gli fruttarono l'ottavo posto nella classifica dei cannonieri di quella stagione, precedendo giocatori come Silvio Piola (che concluse la stagione segnando 11 gol) e Raimundo Orsi, autore di 10 reti durante la stagione.

#### Livorno
L'anno successivo si trasferì al Livorno sostituendo l'ungherese János Nehadoma e qui fu protagonista della gara inaugurale dello stadio cittadino, in cui segnò due reti alla Fiorentina nella partita terminata 3-0 per i livornesi; con la maglia amaranto firmò 35 gol in 62 partite e fu vice-capocannoniere del torneo 1933-1934 con 24 reti, precedendo campioni del calibro di Piola (15), Meazza (21), Ferrari (16), Arcari (16).

#### Napoli
Nel 1935 si trasferì al Napoli insieme ad Ulisse Uslenghi per l'allora notevole somma di 250 000 lire. A fine campionato la società partenopea lo mise in vendita per ripianare parzialmente i propri debiti. Nella sua prima partecipazione nel campionato 1935-1936 con la maglia azzurra del Napoli realizzerà 12 reti in 27 partite, risultando in quarta posizione nella classifica cannonieri, superato solo da Meazza (25), Gabetto (20), Piola (19) e precedendo Arcari (11) e Schiavio (10).

#### Bologna
Si trasferì quindi, nel 1936, al Bologna, dove avrebbe dovuto raccogliere l'eredità di Angelo Schiavio. Si rivelò un buon realizzatore, addirittura superbo durante il Torneo Internazionale dell'Expo Universale di Parigi del 1937, dove fece coppia in attacco proprio con Schiavio, alle ultime partite in carriera. Nel torneo parigino si distinse subito per le sue doti di goleador segnando 3 reti in altrettante partite, nei quarti di finale contro i francesi del Sochaux, (4-1). in semifinale contro i cecoslovacchi dello Slavia Praga (2-0). e Nella finale contro i maestri inglesi del Chelsea (4-1) realizzò la quarta rete dopo la tripletta di Reguzzoni. Giocò per due stagioni in rossoblu vincendo uno scudetto e il Torneo Internazionale dell'Expo Universale di Parigi. Nel 1941 e 1943 ritornò brevemente al Bologna, che dopo la fine della guerra lo mise in lista di trasferimento.

#### Ambrosiana-Inter e fine carriera
Dopo una parentesi in prestito all'Ambrosiana, giocò, sempre in prestito, con le maglie del Molinella, dell'Ascoli, e del Modena. Nella stagione 1946-1947 ha segnato 3 reti in 6 presenze nel Montevarchi.
In massima serie collezionò 164 presenze e 76 reti e 35 presenze e 16 reti in Serie B

### Nazionale
In virtù anche del suo scatto fu convocato nella Nazionale da Vittorio Pozzo ma non scese mai in campo. Ha collezionato invece una presenza ed una rete nella Nazionale B, in occasione della sfida dell'11 febbraio 1934 di Trieste contro i pari categoria dell'Austria, vinta dall'Italia per 2-0, gara in cui segnò il primo gol su passaggio di Faccio.partita che consacrerà Busoni come uno dei giovani più promettenti e interessanti del calcio italiano, e posto all'attenzione della stampa, dei tecnici, e dagli addetti ai lavori dell'epoca, come la rivelazione più significativa dell'anno 1934, ecco alcuni commenti dei giornalisti presenti alla partita, Mario Zappa (gazzetta dello sport) "un brio incredibile nei contatti coll'uomo; una rapidità di intuito e una risolutezza sui palloni da stupire. Uno scatto di primo ordine; classe internazionale sicura e neppure un briciolo di emozione. Un'autentica recluta azzurra". Luigi Cavallero, (stampa), "Busoni superò brillantemente la prova, specialmente nel primo tempo, quando il suo scatto e la sua velocità sorpresero i terzini austriaci, e fece nel complesso una bella partita. Non mancò un solo colpo di testa sui palloni alti, per il possesso dei quali saltò contemporaneamente con gli avversari; aprì spesse volte il gioco sulle ali, retrocesse sovente fino a metà campo a cercar lavoro e tutti e due i goal portano la sua marca di fabbrica perché anche quello realizzato da levratto giunse a maturazione per il suo precedente lavoro. Proprio a voler essere severi, gli si può rimproverare ancora di girare troppo spesso le spalle alla porta e di gettarsi con tanto impeto sulla palla, quando essa giunge in area di rigore, da non poterla poi trattare con quella sicurezza che è indispensabile per il conseguimento del punto. Ma è già bello poter dire che in questo giovane le qualità sono ormai superiori di molto ai difetti e che appare evidente che egli può migliorare ancora, animato com'è dalla volontà di far bene" prima di questa partita il commissario tecnico Vittorio Pozzo si espresse così nei confronti del giovane Busoni,
"È un ragazzo che possiede doti eccezionali per il ruolo di centravanti. Voglio dire che ha uno scatto magnifico. ". sembrava il preludio per una convocazione nella nazionale maggiore in vista dei mondiali ma non approdò mai nella nazionale A nonostante nel biennio 1933-1934 risultasse uno dei più prolifici attaccanti in circolazione, segnando ben 41 reti, superato solo dallo juventino Felice Borel (60) ma affiancando Meazza (41) e superando campioni del calibro di Angelo Schiavio (37) e Silvio Piola (fermo a 26).
Probabilmente il motivo per cui Busoni non ebbe l'occasione di approdare alla nazionale A e poter disputare il campionato del mondo nel 1934 è da ricercarsi nel non essere stato in un grande club del Nord (Juve, Milan, Ambrosiana Inter) o della capitale, (Roma, Lazio), bensì aver militato nel Torino che in quegli anni non era ancora quella squadra che poi sarebbe diventata, e nel piccolo Livorno neopromossa dalla B proprio in quegli anni.

### Allenatore
Fu allenatore del Benevento nel campionato 1957-1958.

## Critica
(Mario Zampa)
(Mario Magnozzi)
(Aldo Bardelli)
(Ilo Bianchi)

## Palmarès

### Club

#### Competizioni nazionali
- Campionato italiano: 1

Bologna: 1936-1937
- Coppa Italia: 1

Ambrosiana-Inter: 1938-1939
- Serie B: 1

Modena: 1942-1943

#### Competizioni internazionali
- Torneo Internazionale dell'Expo Universale di Parigi 1937: 1

Bologna: 1937

## Premio "Giovanni Busoni"
Dal 2021 l'associazione "Memoria rossoblu', storia dell'Aquila Montevarchi" ha istituito il premio con cadenza annuale "Giovanni Busoni", da assegnare al miglior marcatore dell'Aquila Montevarchi alla fine del campionato corrente.

### - Albo d'oro -
- 2021 - Saulyman Jallow (Serie D)
- 2022 - Diego Gambale (Serie C Lega Pro)
- 2023 - Giulio Giordani (Serie C Lega Pro)
- 2024 - Edoardo Priore (Serie D)